# Abuh
Abuh est une localité au centre de l'arrondissement (commune) de Fundong située dans le département du Boyo et la Région du Nord-Ouest du Cameroun, un pays d'Afrique centrale. C'est aussi le siège d'une chefferie traditionnelle de 2e degré.

## Population
Lors du recensement national de 2005, 4 691 habitants y ont été dénombrés.
Une étude locale de 2012 évalue la population d'Abuh à 5 012 personnes, soit 3 600 femmes et 1 412 hommes.

## Hydrologie
Abuh est arrosé par un cours d'eau, le Jvia Ngwa, venu de l'Ijim.

## Environnement
Abuh se retrouve dans une zone forestière protégée par les autorités de la commune de Fundong.

## Commerce
Le commerce est l'une des activités économiques les plus importantes qui occupe une proportion importante de la population. Le Village d'Abuh possède l'un des marchés locaux les plus importants au sein de la municipalité, qui fonctionnent quotidiennement ou hebdomadairement. Cependant, le marché a besoin d'infrastructures et d'organisation pour de meilleurs services à la population.

## Santé publique
Un hôpital privé, le Abuh Community Health Center, est installé dans le village d'Abuh, cela permet aux habitants d'Abuh et des villages voisins de bénéficier tant bien que mal des soins de première nécessité.

## Eau et Énergie
Une pompe d'eau potable est installée dans le village et sert de bien-être à la population.